# Transparência ortográfica
A transparência ortográfica designa, para uma determinada língua, o grau de correspondência entre a grafia e a fonologia da língua, ou seja, a correspondência entre a forma como escrevemos a língua e a forma como a pronunciamos. Depende de quão fácil é prever a pronúncia de uma palavra com base em sua grafia: ortografias transparentes são fáceis de pronunciar com base na palavra escrita, e ortografias opacas são difíceis de pronunciar com base em como são escritas.
Nas ortografias transparentes, a correspondência grafia-som é direta: a partir das regras de pronúncia, consegue-se pronunciar a palavra corretamente.  Em outras palavras, ortografias transparentes têm uma relação um-para-um entre seus grafemas e fonemas, e a grafia das palavras é muito consistente. Exemplos incluem os kanas japoneses, o hindi, o laosiano (desde 1975), o espanhol, o finlandês, o turco, o georgiano, o latim, o italiano, o servo-croata, o ucraniano e o galês.
Em contraste, em ortografias opacas, a relação é menos direta, e o leitor deve aprender as pronúncias arbitrárias ou incomuns de palavras irregulares. Em outras palavras, ortografias opacas são sistemas de escrita que não apresentam uma correspondência um-para-um entre os sons (fonemas) e as letras ou dígrafos (grafemas) que os representam. Eles podem refletir etimologia (inglês, dinamarquês, sueco, feroês, chinês, tibetano, mongol, tailandês, khmer, birmanês, laosiano (até 1975; agora usado apenas no exterior), francês ou arpitano.
Ortografias como as do alemão, húngaro (principalmente fonêmica, com a exceção de ly e j representando o mesmo som, mas o comprimento das consoantes e vogais nem sempre é preciso e várias grafias refletem a etimologia, não a pronúncia), português, grego moderno, islandês, coreano, tâmil e russo são consideradas de transparência intermediária, pois incluem muitas características morfofonêmicas.

## Em português
A ortografia portuguesa possui um alto grau de transparência, sendo quase sempre possível saber a pronúncia de uma palavra com base apenas na grafia dela. Porém, nem sempre é possível saber a grafia de uma palavra baseando-se somente em como ela é pronunciada.

### Diferentes grafemas representando um mesmo fonema
O fonema /s/ pode ser representado por SS ou por C/Ç em posição intervocálica, levando às vezes a homófonos como caçar e cassar.
Em posição intervocálica (bem como no prefixo trans-, se este preceder uma vogal) , a letra S representa o exato mesmo fonema representado também pela letra Z, que é a sibilante vozeada /z/.
O fonema /ʃ/ pode ser representado pela letra X ou pelo dígrafo Ch. Alguns homófonos, como xá e chá, podem ser encontrados.
As letras G e J, quando antes de E ou I, representam o mesmo som, que é a consoante fricativa pós-alveolar sonora. O uso de uma ou de outra vai depender de fatores como a etimologia.

### Mesmo grafema representando diferentes fonemas
A letra X pode representar de quatro a cinco fonemas, sendo eles /ʃ/, /s/, /z/, /ks/ e algumas variedades também têm /ʒ/.
O dígrafo -qu-, quando antes das letras -e- ou -i-, pode ser pronunciado como /k/ ou /kw/, sem haver indicação visual de qual deve ser usada em cada palavra. O mesmo vale para o dígrafo -gu-, que pode ser pronunciado /g/ ou /gw/.

### Palavras homógrafas
Outro exemplo relevante de opacidade ortográfica em português é a grande quantidade de homógrafos, geralmente vogais semiabertas /ɛ, ɔ/ e semifechadas /e, o/ sendo representadas pelas mesmas letras (e, o).
Alguns dos exemplos principais, onde a da esquerda é semifechada e a da direita é semiaberta, são os seguintes:
- acerto (correção) e acerto (flexão do verbo acertar);
- acordo (combinação) e acordo (flexão do verbo acordar);
- apoio (suporte) e apoio (flexão do verbo apoiar);
- boto (golfinho) e boto (flexão do verbo botar);
- choro (pranto) e choro (flexão do verbo chorar);
- colher (apanhar) e colher (talher);
- começo (princípio) e começo (flexão do verbo começar);
- cor (percepção visual das diferentes frequências da luz) e cor (memória);
- coro (coral) e coro (flexão do verbo corar);
- corte (palácio) e corte (golpe);
- força (pujança) e força (flexão do verbo forçar);
- gelo (água solidificada) e gelo (flexão do verbo gelar);
- gosto (sabor) e gosto (flexão do verbo gostar);
- governo (ministério) e governo (flexão do verbo governar);
- jogo (entretenimento) e jogo (flexão do verbo jogar);
- molho (caldo) e molho (flexão do verbo molhar);
- olho (órgão da visão) e olho (flexão do verbo olhar);
- seca (enxuta) e seca (flexão do verbo secar);
- sede (vontade de beber) e sede (matriz);
- sobre (acerca de) e sobre (flexão do verbo sobrar);
- torre (construção elevada) e torre (flexão do verbo torrar).[7]

## Estudos linguísticos
O linguista Antal van den Bosch considera que a transparência ortográfica é composta por pelo menos dois componentes. Por um lado, existe a complexidade de relacionar grafemas a fonemas, ou seja, o quão difícil é converter cadeias de grafemas (palavras escritas) em cadeias de fonemas (palavras faladas). Por outro lado, existe a diversidade de grafemas, e a complexidade de determinar os grafemas que compõem uma palavra (análise de grafemas), ou seja, como associar uma transcrição fonética à sua contraparte ortográfica.
O linguista Xavier Marjou usa uma rede neural artificial para classificar 15 grafias em relação ao seu nível de transparência. Entre as ortografias testadas, a ortografia francesa foi a mais opaca no que diz respeito à escrita (ou seja, na direção do fonema para o grafema) e a ortografia inglesa foi a mais opaca no que diz respeito à leitura (ou seja, na direção do grafema para os fonemas).
Alguns estudos relacionam a opacidade ortográfica de uma língua à disseminação de distúrbios de origem neurobiológica como a dislexia. No entanto, estes são temas que são objeto de debate, que fazem parte da discussão científica mais ampla sobre a dislexia entre a "teoria fonológica" (que é, no entanto, predominante) e a teoria "magnocelular" ou sensório-motora.